# فلوق الصباح
فلوق الصباح (بالإنجليزية: DayBreakers)‏ هو فيلم خيال علمي وإثارة ورعب أمريكي أسترالي عن مصاصي الدماء أُنتِِج في 2009 من تأليف وإخراج الأخويّن سبريج. تجري أحداث الفيلم في عالم بالمستقبل حيث يسود به مصاصو الدماء، ويتمحور حول مؤسسة تابعة لمصاصي الدماء والتي تعمل على أسر البشر المتبقين وحصد دمائهم وكذلك البحث عن بديل للدم البشري. يلعب إيثان هوك دور طبيب أمراض الدم إدوارد دالتون، والذي يتعطل عمله بسبب بعض الناجين البشر بقيادة مصاص الدماء السابق إلفس (ويليم دافو)، والذي يمتلك علاجًا بإمكانه إنقاذ البشرية.
عُرض الفيلم أول مرة بمهرجان تورونتو السينمائي الدولي في 2009، وهو نتاج الإنتاج المشترك بين السينما الأمريكية والأسترالية. أُصدر الفيلم في المملكة المتحدة في 6 يناير 2010 وفي أمريكا الشمالية في 8 يناير 2010. حصد الفيلم في شباك التذاكر أكثر من 50 مليون دولار أمريكي من حول العالم وتلقى مراجعات متباينة.

## الحبكة
ظهر وباء عالمي تسبب به خفاش مصاص للدماء والذي جعل معظم سكان العالم مصاصين للدماء. وبسبب انخفاض أعداد البشر، واجه مصاصو الدماء نقصًا حادًا بالدماء، ويصبح المحرومون منه وحوشًا. وبسبب أن ضوء الشمس مميت لمصاصي الدماء، فإنهم ينشطون ليلًا، في حين يستخدمون الأنفاق والسيارات العاتمة للتنقل في وضح النهار.
تجري عمليات اصطياد للبشر وإبقائهم أحياء في حين يبحث العلماء عن بديل اصطناعي. عمل إدوارد دالتون - رئيس قسم أمراض الدم في بروملي ماركس الشركة الرائدة في توريد الدم البشري - وزميله كريستوفر كاروسو (فينس كولوسيمو) على بديل للدماء البشرية.

## طاقم التمثيل
- إيثان هوك بدور إدوارد دالتون: مصاص دماء وطبيب أمراض الدم، ويعمل بمؤسسة بروملي ماركس بالبحث العلمي عن بديل للدماء البشرية.
- ويليم دافو بدور ليونيل كورماك "إلفيس": عامل صيانة سيارات سابق، وكان أول من قام بتصنيع السيارات العاتمة. كان إلفيس مصاص دماء سابق عاد إلى طبيعته البشرية بعد حادث أصابه.
- سام نيل بدور تشارلز بروملي: صاحب مؤسسة بروملي ماركس.
- كلاوديا كارفان بدور أودري بينيت: إحدى الناجيات من البشر والتي تبحث عن الناجين باستمرار.
- مايكل دورمان بدور فرانكي دالتون: شقيق إدوارد الأصغر، وهو المسؤول عن تحوله لمصاص دماء.
- إيزابيل لوكاس بدور أليسون بروملي: ابنة تشارلز بروملي، وهي بشرية رفضت التحول إلى مصاصة دماء.
- فينس كولوسيمو بدور كريستوفر كاروسو: طبيب أمراض الدم وزميل إدوارد دالتون في مؤسسة بروملي ماركس.
- جاي لاغائيا بدور ويس ترنر: عضو مجلس الشيوخ ومصاص دماء متعاطف مع البشرية.
- ريناي كاروسو بدور نادلة المقهى

## الإنتاج
في نوفمبر 2004، حصلت ليونزغيت على السيناريو للفيلم، والذي كتبه الأخوان بيتر ومايكل سبريج. الأخوان قد أخرجا سابقًا فيلم الموتى الأحياء، وقد وقع عليهما الاختيار لإخراج هذا الفيلم. في سبتمبر 2006، تلقى الأخوان تمويلًا من مؤسسة تمويل الأفلام الأسترالية، مع تقرير مكان الإنتاج بكوينزلاند. في مايو 2007، وقع الاختيار على إيثان هوك لتمثيل دور البطولة. لاحقًا في نفس الشهر، انضم الممثل سام نيل لطاقم التمثيل للعب دور الغريم. بدأ تصوير الفيلم في غولد كوست في استديوهات وارنر برذرز موفي ورلد وفي بريزبان في 16 يوليو 2007. كانت ميزانية الإنتاج 21 مليون دولار أمريكي، وكانت حكومة الولاية تساهم بملبغ مليون دولار أمريكي. انتهى التصوير الأساسي في سبتمبر 2007، مع إعادة تصوير بعض المشاهد لتمديد التسلسلات الرئيسية.
أنشأت ويتا وركشوب مؤثرات الكائنات للفيلم. أراد المخرجان أن يكون مصاصو الدماء ذوي جمال تقليدي بالفيلم وكذلك أن يكونوا كالبشر المعاصرين. بعد التجارب بتصاميم مستحضرات التجميل المعقدة، قررا أن يكون التجميل أبسط ليعطي تأثيرًا أقوى.

## وصلات خارجية
- فلوق الصباح على موقع IMDb (الإنجليزية)
- فلوق الصباح على موقع ميتاكريتيك (الإنجليزية)
- فلوق الصباح على موقع الموسوعة البريطانية (الإنجليزية)
- فلوق الصباح على موقع روتن توميتوز (الإنجليزية)
- فلوق الصباح على موقع نتفليكس (الإنجليزية)
- فلوق الصباح على موقع قاعدة بيانات الأفلام العربية
- فلوق الصباح على موقع ألو سيني (الفرنسية)
- فلوق الصباح على موقع Turner Classic Movies (الإنجليزية)
- فلوق الصباح على موقع أول موفي (الإنجليزية)
- فلوق الصباح على موقع بوكس أوفيس موجو (الإنجليزية)

- مقتحمو النهار على قاعدة بيانات الأفلام على الإنترنت
- الموقع الرسمي